# Lomatothrips paryphis
Lomatothrips paryphis är en insektsart som beskrevs av Laurence A. Mound och Walker 1982. Lomatothrips paryphis ingår i släktet Lomatothrips och familjen smaltripsar. Inga underarter finns listade i Catalogue of Life.